# Marsha P. Johnson
Marsha P. Johnson (Elizabeth, 24 agosto 1945 – New York, 6 luglio 1992) è stata un'attivista statunitense, autodefinitasi drag queen.

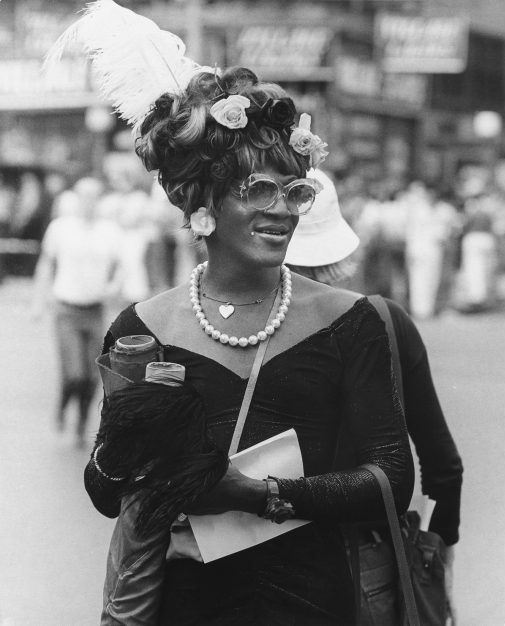
Marsha P. Johnson nel 1977

Personalità nota per la sua importante partecipazione al movimento per i diritti LGBT negli Stati Uniti, è ritenuta una delle presenze più rilevanti nei moti di Stonewall del 1969. Johnson fu tra i fondatori del Gay Liberation Front e fondò anche l'organizzazione per gay, trans e persone genderqueer, "STAR" (Street Transvestite Action Revolutionaries) insieme all'amica Sylvia Rivera.

## Biografia

### Primi anni di vita
Johnson nacque come Malcolm Michaels Jr. il 24 agosto 1945 a Elizabeth, nel New Jersey. Aveva sei fratelli, un padre operaio, Malcolm Michaels Sr., e una madre governante, Alberta Claiborne. Durante l'infanzia Johnson frequentò una chiesa episcopale metodista africana e sviluppò una devozione cristiana che durò tutta la sua vita, spesso interessandosi al cattolicesimo e ad altre fedi. Johnson iniziò a indossare abiti femminili all'età di cinque anni ma per un periodo di tempo dovette evitare di vestirsi in questo modo, per non incorrere nelle molestie dei ragazzi che vivevano nel suo quartiere. In un'intervista del 1992 raccontò di aver subito, da giovane, violenza sessuale da parte di un adolescente. La madre disse a Johnson che essere omosessuali equivaleva a essere "peggio di un cane", ma Johnson dichiarò anche che sua madre non era a conoscenza dell'esistenza della comunità LGBT. Dopo aver ricevuto un diploma a Elizabeth nel 1963, presso l'ex Edison High School (ora Thomas A. Edison Career and Technical Academy), Johnson si trasferì a New York con solo 15 dollari in tasca e un sacco di vestiti. Nel 1966 si spostò nel Greenwich Village dove lavorava in un locale.

### Identità e lavoro come performer
Inizialmente Johnson utilizzava il nome "Black Marsha" ma in seguito decise di farsi chiamare "Marsha P. Johnson", prendendo "Johnson" dal ristorante Howard Johnson sulla 42ª strada. "P." stava invece per "pay it no mind" (non pensarci/non farci caso) e usava la frase sarcasticamente quando venivano poste domande riguardo al suo genere, dicendo "[P.] stands for pay it no mind". In una occasione diede questa risposta anche a un giudice, che fu così divertito dalla cosa che decise di rilasciare Johnson. 
Johnson si identificava variabilmente come gay, come travestito e come "queen" (riferendosi al termine drag queen). Secondo Susan Stryker, professoressa di studi sul genere e sulla sessualità all'Università dell'Arizona, l'identità di genere di Johnson potrebbe essere definita come genere non-binario in assenza dell'uso diretto del termine transgender da parte di Johnson, termine che all'epoca non era molto diffuso. Johnson diceva che il suo stile, come drag queen, non era serio perché non poteva permettersi di acquistare vestiti da negozi costosi. Johnson era di alta statura e di corporatura snella e spesso tendeva ad attirare l'attenzione con i suoi abiti appariscenti, parrucche, tacchi alti di plastica rossa, fiori e frutti finti usati come decori per i capelli.
Dal 1972 fino agli anni novanta Johnson fece parte della troupe Hot Peaches, una compagnia newyorkese di drag queen fondata da Jimmy Camicia. Quando The Cockettes, una compagnia di drag di San Francisco, formò una troupe simile nella costa orientale, chiamata The Angels of Light, Johnson ricevette l'invito a esibirsi anche con loro. Nel 1973 Johnson interpretò il ruolo di "The Gypsy Queen" in The Enchanted Miracle, una produzione degli Angels of Light sulla cometa Kohoutek. Nel 1975 l'artista Andy Warhol ne realizzò dei ritratti fotografici, come parte della serie di polaroid Ladies and Gentlemen. Nel 1990, Johnson si esibì con The Hot Peaches a Londra. Diventata un'attivista per la prevenzione dell'AIDS, Johnson apparve nello stesso anno anche nella produzione delle Hot Peaches The Heat, cantando la canzone Love mentre indossava una spilla dell'organizzazione ACT UP con la scritta "Silence = Death" (Silenzio = Morte).

### I moti di Stonewall e attivismo
Johnson dichiarò di essere stata una delle prime drag queen a frequentare lo Stonewall Inn, dopo che venne aperto anche alle donne e alle drag queen, che in precedenza era un bar per soli uomini gay. In quel locale, nelle prime ore del mattino del 28 giugno 1969, ebbero inizio i moti di Stonewall. Le prime due notti di rivolta furono le più intense e gli scontri con la polizia si tradussero in una serie di manifestazioni e dimostrazioni spontanee, nel quartiere gay del Greenwhich Village, che durarono circa una settimana.
Johnson, Zazu Nova e Jackie Hormona,sono stati identificati da un certo numero di veterani di Stonewall (intervistati da David Carter nel suo libro, Stonewall: The Riots That Sparked the Gay Revolution), come tre individui noti per aver cominciato la rivolta contro la polizia. Johnson però negò di aver dato inizio personalmente ai moti, affermando di aver preso parte ai moti intorno alle "2:00 [quella mattina]", che "i disordini erano già iniziati" al suo arrivo e che l'edificio di Stonewall "era in fiamme" dopo che i poliziotti l'avevano incendiato. La rivolta, secondo le testimonianze, era infatti iniziata intorno all'1:20 di notte, dopo che Stormé DeLarverie aveva opposto resistenza all'ufficiale di polizia che aveva tentato di arrestarla quella notte.
Carter scrive che Robin Souza riferì che Morty Manford e Marty Robinson (veterani dello Stonewall, e attivisti gay) gli avevano detto che, la prima notte, Johnson "aveva lanciato un bicchiere contro uno specchio, nel locale in fiamme, e aveva urlato "I got my civil rights" ([anche] io ho i miei diritti civili)". Poco dopo, Souza disse alla Gay Activists Alliance che quello "era stato il bicchiere che aveva risuonato in tutto il mondo". Carter, tuttavia, scrive che Robinson aveva dato diversi resoconti della notte e in nessuno di questi veniva citato il nome di Johnson. Forse Robinson temeva che se avesse pubblicamente accreditato l'inizio dei moti a Johnson, la rivolta e indirettamente anche il movimento stesso di liberazione gay avrebbero potuto essere attaccati dagli oppositori, a causa del noto stato mentale instabile di Johnson e della sua identità di genere non-conforme. Anche il presunto incidente del "bicchiere" è stato pesantemente messo in discussione. Prima della pubblicazione del libro di Carter, era stato affermato che Johnson aveva "lanciato un mattone" a un agente di polizia, un fatto che non è mai stato verificato. Tuttavia, molti hanno confermato che la seconda notte, Johnson si arrampicò su un lampione e fece cadere una borsa contenente un mattone su una macchina della polizia, mandando in frantumi il parabrezza.
Dopo la rivolta di Stonewall, Johnson si unì al Gay Liberation Front (GLF) e nel giugno 1970 partecipò alla prima manifestazione, il Christopher Street Liberation Pride, organizzato nel primo anniversario dei moti. Una delle azioni più importanti di Johnson avvenne nell'agosto del 1970 quando assieme ad altri membri del GLF organizzò un sit-in di protesta alla Weinstein Hall della New York University dopo che gli amministratori avevano cancellato un ballo, quando avevano scoperto che era sponsorizzato da organizzazioni gay. Poco dopo Johnson, insieme all'amica Sylvia Rivera, fondò l'organizzazione Street Transvestite Action Revolutionaries (STAR), inizialmente chiamata Street Transvestites Actual Revolutionaries. Le due diventarono una presenza nota alle marce di liberazione gay e ad altre azioni politiche radicali. Nel 1973, Johnson e Rivera furono bandite dalla partecipazione alla parata del gay pride dal comitato gay e lesbiche che stava organizzando l'evento. I membri del comitato affermavano che "non avrebbero ammesso le drag queen" alle loro marce perché "avrebbero dato alla manifestazione una brutta nomea". La risposta di Johnson e Rivera fu marciare con aria di sfida davanti a tutta la parata. Nei primi anni '70, durante una manifestazione per i diritti dei gay alla New York City Hall, una giornalista chiese a Johnson perché il gruppo stava protestando e Johnson rispose, gridando al microfono, "Darling, I want my gay rights now!" (Cara, voglio i miei diritti gay ora!).
In quel periodo finì in tribunale per uno scontro con la polizia con l'accusa di aver colpito degli agenti, che stavano arrestando Johnson per prostituzione, con la sua borsetta che conteneva due mattoni. Quando il giudice chiese a Johnson il perché si prostituisse, spiegò che stava cercando di guadagnare abbastanza soldi per comprare una lapide per suo marito. All'epoca il matrimonio tra persone dello stesso sesso era illegale negli Stati Uniti e il giudice le chiese che cosa fosse "successo a questo presunto marito", Johnson rispose "Pigs killed him" (I maiali [i poliziotti] l'hanno ucciso). Inizialmente Johnson subì una condanna a 90 giorni di prigione per lo scontro, l'avvocato di Johnson alla fine convinse il giudice a mandare l'attivista invece al Bellevue Hospital.
Nel 1972, Johnson e Sylvia Rivera fondarono la STAR House, un rifugio per ragazzini gay e transessuali, pagando l'affitto con il denaro che guadagnavano prostituendosi. Johnson lavorò per fornire cibo, vestiti, supporto emotivo e per dare un senso di famiglia alle giovani drag queen, le donne transgender, le persone genderqueer e agli altri ragazzi gay che vivevano a Christopher Street, o nella loro casa nel Lower East Side a New York.

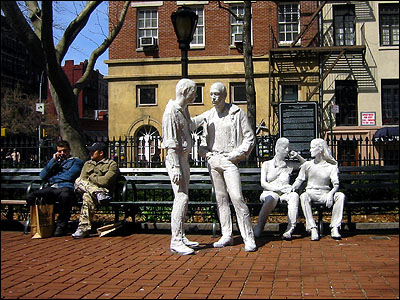
La scultura commemorativa dei moti di Stonewall a Christopher Park, opera di George Segal.

Negli anni ottanta Johnson continuò il suo attivismo di strada organizzando e rappresentando ACT UP. Nel 1992, quando la scultura Gay Liberation di George Segal fu fatta arrivare dall'Ohio e installata a Christopher Park, per commemorare il movimento di liberazione gay, Johnson commentò:
(M. Kasino, a 41:06)

### Salute mentale e morte
Nel 1966, Johnson viveva per strada e si prostituiva per sopravvivere. A causa del suo lavoro, Johnson finì in carcere molte volte (oltre 100, secondo i suoi calcoli) e una volta, alla fine degli anni settanta, subì un'aggressione con un'arma da fuoco. Johnson raccontò di aver avuto una prima crisi mentale nel 1970. Secondo Bob Kohler, Johnson camminava senza vestiti per Christopher Street e avrebbe subito un trattamento a base di clorpromazina, un farmaco antipsicotico. Tra il 1980 e la sua morte nel 1992, visse con il suo amico Randy Wicker, il quale invitò Johnson a rimanere una notte in cui "faceva molto freddo, circa 10 gradi [Fahrenheit]" (-12 °C).
Sebbene, come Marsha, fosse considerata una persona "generosa e calorosa", il lato oscuro di Johnson talvolta emergeva attraverso la sua "identità maschile, Malcolm", spesso con il risultato che Johnson doveva subire ricoveri e sedanti. Durante quei momenti in cui la parte violenta di Johnson emergeva, secondo Robert Heide, un conoscente, il carattere di Johnson poteva diventare aggressivo e irascibile, e l'attivista parlare con voce più profonda e, come Malcolm, "diventava un uomo cattivo, violento, in cerca di risse". Questa doppia identità di Johnson è stata descritta come effetto di "una personalità schizofrenica" e questa sarebbe stata la ragione per cui gli attivisti gay, all'inizio, erano riluttanti ad accreditare Johnson per aver contribuito a scatenare il movimento di liberazione gay dei primi anni settanta. Un articolo del Village Voice del 1979 a firma Steven Watson, intitolato The Drag of Politics, riportava che la personalità virtuosa di Johnson era "volatile" e elencava una lista di bar gay dai quali era stata bandita. Al momento della sua morte, nel 1992, secondo Wicker, si diceva che Johnson fosse sempre più debole e in un fragile stato mentale.
Il 6 luglio del 1992, poco dopo il gay pride, il corpo di Marsha P. Johnson fu scoperto mentre galleggiava nel fiume Hudson. La polizia inizialmente catalogò la morte come suicidio ma gli amici di Johnson e altri membri della comunità locale insistettero sul fatto che Johnson non avesse tendenze suicide, facendo anche notare che la parte posteriore della testa di Johnson riportava "un'enorme ferita". Secondo Sylvia Rivera, il loro amico Bob Kohler credeva alla storia del suicidio, a causa del suo sempre più fragile stato mentale che la stessa Rivera contestava, sostenendo che lei e Johnson avevano "fatto un patto" per "attraversare il fiume Giordano" (alias Hudson River) insieme". Randy Wicker in seguito ipotizzò che Johnson potesse essere caduta nel fiume o che fosse stata spinta ma affermò che Marsha non aveva alcuna volontà suicida.
Diverse persone si fecero avanti per riferire di aver visto Johnson molestata da un gruppo di teppisti che avevano anche derubato delle persone. Secondo Wicker, un testimone vide un residente del quartiere lottare con Johnson il 4 luglio 1992. Durante la lite rivolse un insulto omofobo a Johnson e in seguito si vantò con qualcuno in un bar di aver ucciso una drag queen chiamata Marsha. Il testimone fu però ignorato dalla polizia quando cercò di riferire queste informazioni. Altri locali raccontarono in seguito che le forze dell'ordine non erano interessate a indagare sulla morte di Johnson, affermando che il caso riguardava un "omosessuale" con cui si desiderava avere poco a che fare in quel momento. Il corpo di Johnson fu cremato e le sue ceneri furono sparse nel fiume dai suoi amici, dopo un funerale nella chiesa locale. La polizia permise che la Seventh Avenue fosse chiusa mentre le sue ceneri venivano portate al fiume.
Nel novembre 2012, l'attivista Mariah Lopez riuscì a far riaprire il caso dal dipartimento di polizia di New York per classificarlo come possibile omicidio.

## Tributi

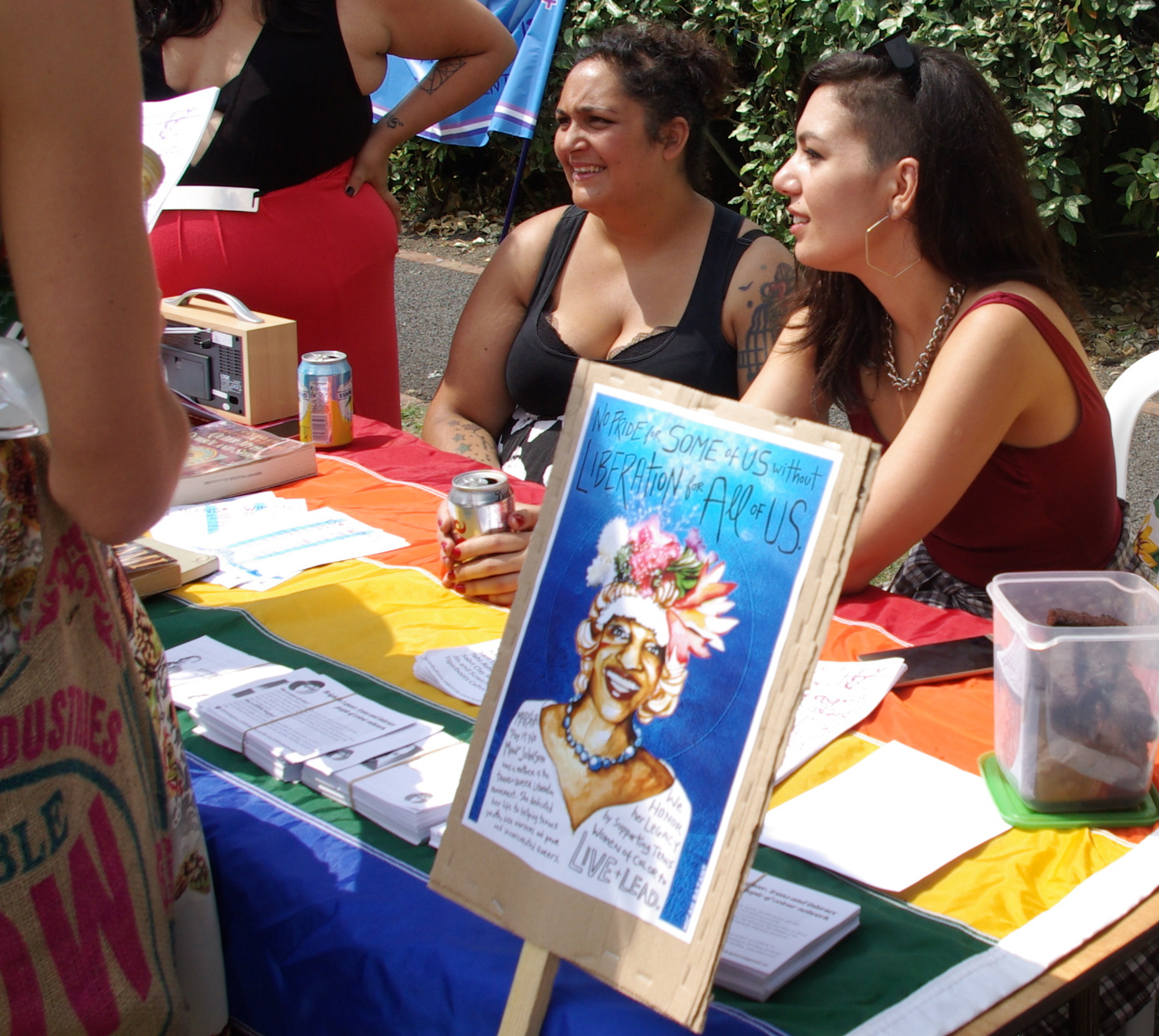
Un ritratto di Masha P. Johnson al Trans Pride di Brighton del 2014

Il documentario del 2012 Pay It No Mind - The Life and Times di Marsha P. Johnson presenta alcune parti di un'intervista del 1992 a Johnson, che è stata girata poco prima della sua morte. Molti dei suoi amici del Greenwich Village sono stati intervistati per il documentario. Il documentario del 2017 The Death and Life of Marsha P. Johnson segue la donna trans Victoria Cruz del Progetto Anti-Violenza mentre investiga sull'"omicidio" di Johnson, indagando in particolare l'ipotesi di omicidio mafioso. Come Pay It No Mind, si basa su filmati d'archivio e interviste. Johnson appare anche come personaggio in due film drammatici basati su eventi reali, entrambi interpretazioni creative ispirate alla rivolta di Stonewall: Stonewall (2015), in cui è interpretata da Otoja Abit, e Happy Birthday, Marsha! (2016), dove è interpretata da Mya Taylor; .
L'artista Anohni ha reso omaggio a Johnson, chiamando la sua band pop barocca ANOHNI and the Johnsons e dedicando a lei il suo ultimo album My Back Was a Bridge for You to Cross e l'opera The Ascension of Marsha P. Johnson (1995). e la stessa Anohni disse che Marsha era la sua idola e ispirazione. 
La drag queen americana e personalità televisiva RuPaul ha definito Johnson “un'ispirazione”, descrivendola come "la vera Drag Mother", il suo titolo.  Durante un episodio del suo show RuPaul's Drag Race nel 2012, RuPaul ha detto ai suoi concorrenti che Johnson "aveva aperto la strada a tutti noi [loro]".
Nel 2018 il New York Times pubblicò per Johnson un necrologio.